# Кукумац

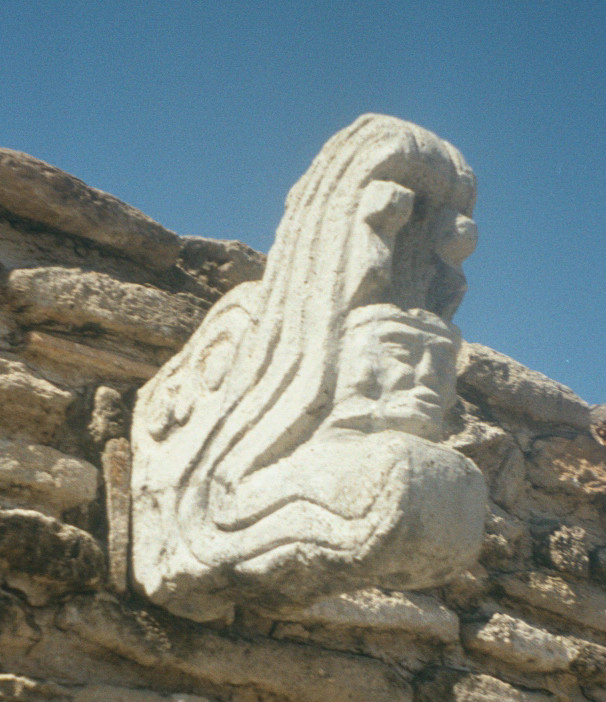
Изображение Кукумаца в Мишко-Вьехо.

Кукумац (Гукумац) — бог в мифологии поздних горных майя, у юкатекских майя ему соответствовал Кукулькан. 

## Мифология
Вместе с богиней Тепев и богом Хураканом создатель мира. Они создали ландшафт, растения и животных и попытались сотворить из глины человека, но их творение разваливалось, не могло двигаться и поэтому раздраженные боги его уничтожили. Потом они сделали людей из дерева, но деревянные люди оказались непочтительными и непослушными. За это боги погубили большую их часть наводнением, а те что уцелели, стали маленькими обезьянами. Затем боги изготовили людей из кукурузы, но они оказались слишком разумными и проницательными, что не понравилось богам, и Хуракан навеял на их глаза туман, после чего многое в мире стало тайным и непонятным для них. Во время их сна боги создали четырех женщин, ставших супругами первых людей. От этих первых людей и произошли майя.